# Salahuddin Abdul Aziz

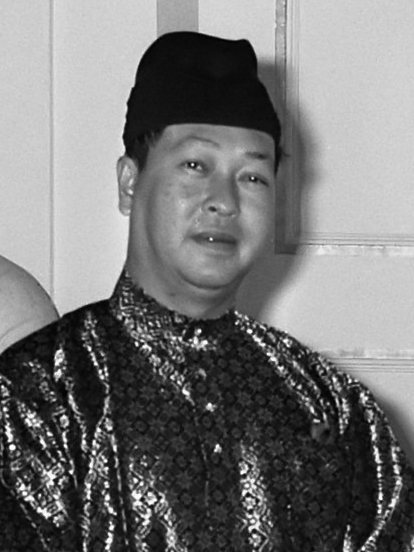
Salahuddin Abdul Aziz (1965)

Sultan Salahuddin Abdul Aziz Shah Al-Haj ibni Hisamuddin Alam Shah Al-Haj (* 8. März 1926 im Istana Bandar Temasya, Kuala Langat, Malaysia; † 21. November 2001 in Kuala Lumpur, Malaysia) war Sultan von Selangor sowie von 1999 bis zu seinem Tod 2001 Yang di-Pertuan Agong (König) von Malaysia.
Salahuddin Abdul Aziz Shah wurde 1960 als Nachfolger seines Vaters Sultan Hisamuddin Alam Shah der 8. Sultan von Selangor. Am 26. April 1999 wurde er von den Monarchen der malaysischen Bundesstaaten zum elften Yang di-Pertuan Agong gewählt und trat sein Amt am 11. September 1999 an. 
Während seiner Amtszeit als Sultan von Selangor wurden die Städte Kuala Lumpur 1974 und Putrajaya 2001 aus dem Bundesstaat herausgelöst und zu Bundesterritorien erhoben.